# All Out (2025)
 (juillet 2025).
All Out (2025) est un Pay-per-view de catch (lutte professionnelle) produit par la promotion américaine All Elite Wrestling. L'événement aura lieu le 20 septembre 2025 à la Scotiabank Arena à Toronto (Ontario), au Canada. Il s'agit de la 7e édition de All Out.

## Production
All Out est un Pay-per-view annuel de catch (lutte professionnelle) qui a lieu tous les mois de septembre de chaque année depuis la création de la compagnie en 2019,.
Le 20 mai 2025, la compagnie annonce que la 7e édition du PPV se tiendra le 20 septembre à la Scotiabank Arena à Toronto (Ontario), au Canada,. 

## Contexte
Les spectacles de la All Elite Wrestling (AEW) sont constitués de matchs aux résultats prédéterminés par les scénaristes de la compagnie. Ces rencontres sont justifiées par des storylines – une rivalité entre catcheurs, la plupart du temps – ou par des qualifications survenues dans les shows de la AEW tels que Dynamite et Collision. Tous les catcheurs possèdent un gimmick, c'est-à-dire qu'ils incarnent un personnage gentil (Face) ou méchant (Heel), qui évolue au fil des rencontres. Un événement comme All Out est donc un événement tournant pour les différentes storylines en cours.

## Tableau des matchs
| Ordre par numéros                                                                         | Résultat                                                                                  | Stipulation(s)                                                                            | Temps                                                                                     |
| La lettre C placée entre parenthèses désigne la personne ou l’équipe championne en titre. | La lettre C placée entre parenthèses désigne la personne ou l’équipe championne en titre. | La lettre C placée entre parenthèses désigne la personne ou l’équipe championne en titre. | La lettre C placée entre parenthèses désigne la personne ou l’équipe championne en titre. |
| ----------------------------------------------------------------------------------------- | ----------------------------------------------------------------------------------------- | ----------------------------------------------------------------------------------------- | ----------------------------------------------------------------------------------------- |